# Golf Paris Val d'Europe
 (janvier 2023).
 (janvier 2023).
Si vous disposez d'ouvrages ou d'articles de référence ou si vous connaissez des sites web de qualité traitant du thème abordé ici, merci de compléter l'article en donnant les références utiles à sa vérifiabilité et en les liant à la section « Notes et références ».
 (janvier 2023).
Le golf Paris Val d'Europe, anciennement le golf Disneyland jusqu'en 2021, est un parcours de golf français, propriété de la société Euro Disney, sur les communes de Magny-le-Hongre et Bailly-Romainvilliers, dans le département de Seine-et-Marne en région Île-de-France.

## Présentation
Depuis sa création, les parcours sont la propriété de Disneyland Paris, mais le 1er janvier 2022 la gestion a été concédée à Resonance Golf Collection associé à UGOLF.
Il s'agissait du plus grand parcours de golf de tous les domaines de Disney. Ce golf reste toutefois bien loin des 5 parcours de golf de Walt Disney World Resort (Floride, États-Unis) totalisant 99 trous et deux golfs miniatures.
Le golf est composé d'un triple parcours modulable de 9 trous soit un total de 27 trous sur une superficie de 91 hectares.
Il compte aussi une zone de golf pour les jeunes en forme de Mickey Mouse et un practice de 600 m². Les zones sont nommées d'après l'univers de Disney :
- Hundred Acre Wood avec Winnie l'ourson et ses amis de la forêt des rêves bleus
- Wonderland avec Alice et les personnages du pays des merveilles
- Neverland avec Peter Pan et les personnages du pays imaginaire.

Le golf comptait 18 trous à son ouverture en octobre 1992 et fut agrandi en août 1993 avec 9 trous supplémentaires. Il a été conçu par Ronald Fream.
Le golf comporte aussi un club house conçu par le cabinet d'architecte Gwathmey Siegel and Associates abritant :
- Goofy's Pro Shop une boutique pour l'équipement nécessaire à la pratique du golf et des vêtements à l'effigie des personnages Disney.
- Clubhouse Grill : un restaurant